# Rattenberg (Németország)
Rattenberg település Németországban, azon belül Bajorországban. Lakosainak száma 1696 fő (2023. december 31.).

## Népesség
A település népessége az elmúlt években az alábbi módon változott:
| Lakosok száma | 715  | 1093 | 1698 | 1793 | 1745 | 1722 | 1769 | 1713 | 1694 | 1696 |
|               | 1875 | 1950 | 1970 | 1987 | 2012 | 2013 | 2015 | 2017 | 2021 | 2023 |